# Wilhelm av Hessen-Homburg
Casimir Wilhelm av Hessen-Homburg, född den 23 mars 1690, död den 9 oktober 1726, var en prins av Hessen-Homburg och svensk militär.
Wilhelm av Hessen-Homburg var son till Fredrik II av Hessen-Homburg, som även han varit militär i svensk tjänst, och hans andra hustru Louise Elisabeth av Kurland. Wilhelm var överste och chef för Svenska livregementet till fot 1715–1716, blev fången 1716 i Wismar och lämnade därefter sin svenska tjänst.
Han var farfar till Fredrik V av Hessen-Homburg.